# アイダホ準州

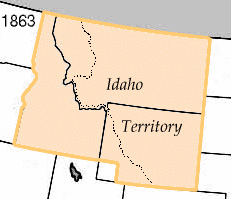
アイダホ準州、1863年

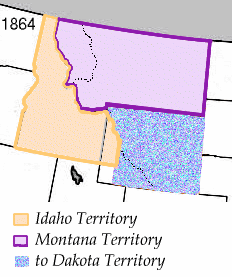
1864年

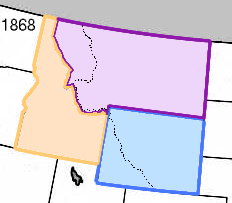
アイダホ、モンタナ、ワイオミング各準州、1868年

アイダホ準州（アイダホじゅんしゅう、英:Idaho Territory）は、1863年3月4日から1890年7月3日まで存在したアメリカ合衆国の自治的領域、すなわち準州である。

## 1860年代

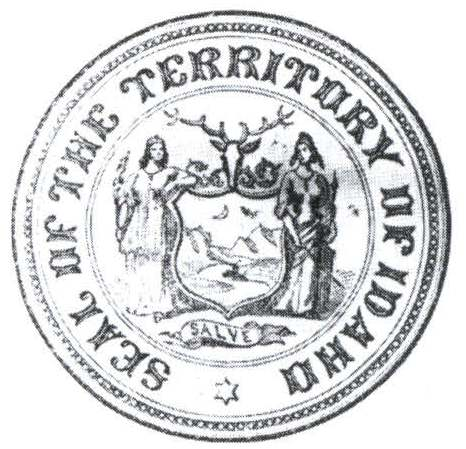
アイダホ準州章、1866-1890

アイダホ準州は、1863年3月4日公式に連邦議会の法成立と、エイブラハム・リンカーン大統領の署名で創設された。領域は既存の準州から切り出された。大陸分水界から西の領域は、それ以前オレゴン準州とワシントン準州の領域であり、大陸分水界から東はダコタ準州の領域だった。当初のアイダホ準州は現在のアイダホ州、モンタナ州およびワイオミング州の大半を含んでいた。
最初の準州都はルイストンだった。1865年からはボイシに移った。
1863年、現在のフランクリン郡で起こったベア川の虐殺は南北戦争でも一番西で起こった戦闘と考えられており、南北戦争やレコンストラクションで起こった騒動は比較的安定していたアイダホ準州では遠い関心事に過ぎず、それ故に開拓が促進された。
1864年、ビタールート山脈から西の北東部がモンタナ準州として創設された。南東部の大半はダコタ準州の一部となった。
1860年代遅く、アイダホ準州は南北戦争の間にアメリカ連合国のために戦った南部民主党員を移住させる目的地とされた。これらの人々は初期準州議会で十分な議員数を確保し、指名職である共和党の準州知事と衝突することがしばしばだった。政治的内紛が1867年に特に危険なものとなり、デイビッド・Ｗ・バラード知事が準州議会に対してボイシ砦に駐屯する連邦軍からの保護を求めた。しかし、1870年までに内紛は収まっていった。
1868年、西経111度線から東の領域が新設されたワイオミング準州の一部となった。この時にアイダホ準州の領域は現在のアイダホ州の形を取った。1860年代以降、アイダホ中の金、銀およびその他高価な自然資源は、1869年の大陸横断鉄道の開通に伴い、準州内に多くの新しい人々をもたらし、その中には鉱山で働くためにやってきた中国人もいた。アイダホの州昇格が近付くと、鉱業やその他の抽出産業がアイダホ経済における重要さを増していった。例えば1890年代までに、アイダホは他のどの州よりも多くの鉛を輸出した。

## 1870年代
アイダホ準州の刑務所は1870年に着工し、1872年に完工した。この刑務所はまず準州が、後に州が使い、1973年まで現役だった。オールド・アイダホ州刑務所は準州刑務所としての意義のゆえに1974年にアメリカ合衆国国家歴史登録財に登録された。その場所には現在、博物館と樹木園がある。

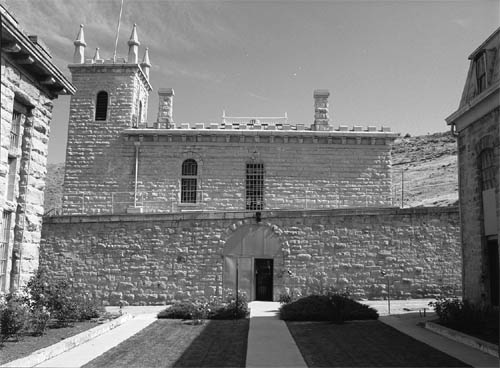
古い刑務所の正面玄関

アイダホ準州が創設されてから直ぐに公共教育制度が創られ、駅馬車の仕組みが設けられた。1865年までにルイストン、ボイシおよびシルバーシティで定期的な新聞が発行された。最初の電報用電信線が1866年にフランクリンまで引かれ、1874年にはルイストンが北部アイダホでは最初の電信線が引かれた町になった。太平洋岸北西部で最初の電話回線は1878年5月10日、ルイストンまで引かれた。
少なからぬ少数集団ではあったが、アイダホ州のモルモン教徒はアイダホでも疑いの目で見られた。1882年までに著名で権力のあるアイダホ人は、モルモン教の違法な複婚制を取り上げて、準州内での選挙権を取り上げることに成功した。アイダホはユタ州よりも6年ほど早く州に昇格できたが、これはユタ準州が大きな人口と開拓の歴史が長かったにも拘らず複婚制を採るモルモン教徒が多数だったからである。

## 1880年代
州都を移す論争があった後に地域を2つに分ける提案が広く流れた。1887年、アイダホ準州はその存在を無くす寸前までいったが、エドワード・A・スティーブンソン知事のお陰でグロバー・クリーブランド大統領はアイダホ準州を北のワシントン準州と南のネバダ州にわける法案に署名しなかった。
1889年、アイダホ大学が、当初計画された南部のイーグルロック（現在はアイダホフォールズ）ではなく、北部の町モスコーに創られることになった。このことは州都を失うことで北部アイダホ住民が感じていた嫌な気持ちを幾らかでも軽減することになった。
アイダホ準州は1890年7月3日、アメリカ合衆国39番目の州に昇格した。